# Eagarville
Eagarville est un village du comté de Macoupin, en Illinois, aux États-Unis. Il est incorporé le 28 mars 1916,. Lors du recensement de 2010, la ville comptait une population de 127 habitants.

## Source de la traduction
- (en) Cet article est partiellement ou en totalité issu de l’article de Wikipédia en anglais intitulé « Eagarville, Illinois » (voir la liste des auteurs).